# Tisza Volán
A Tisza Volán Közlekedési és Szolgáltató Zrt. (közismert nevén Tisza Volán) egy megszűnt magyarországi közlekedési vállalat, ami Csongrád megye helyi és helyközi autóbusz-közlekedését látta el. Székhelye Szegeden, a Bakay Nándor utcai telephelyen volt. Jogelődje 1950. október 1-jén alakult meg Szegedi Teherfuvarozási Vállalat néven, ekkor Békés és Csongrád megye teherfuvarozását bonyolította le. Az évtized folyamán a vállalat kettészakadt, végül 42. számú, majd 1961-től 10. számú Autóközlekedési Vállalatként már csak Csongrád megye közlekedését irányította. 1963 folyamán átvette Szeged helyi buszjáratainak üzemeltetését is az SZKT-tól. A megyeszékhelyen új telephely létesítése indult meg, amit 1968-ban avattak fel. A következő évre a megye minden települését bekapcsolták a közösségi közlekedésbe. 1970-ben a társaság a Volán 10. számú Vállalat nevet vette fel. A cég országszerte foglalkozott teherszállítással ebben az évtizedben, sőt, az alkalmazottak külföldön is besegítettek különböző építkezéseken. 1984-ben a neve Tisza Volán lett, és az 1980-as években több elismerő oklevéllel jutalmazták a társaság tevékenységét. 1993 legelején teljes mértékben állami tulajdonúvá vált, ettől kezdve Tisza Volán Közlekedési és Szolgáltató Részvénytársaság néven üzemelt tovább. Az ezredforduló idején megkezdték az első alacsony padlós autóbuszok beszerzését Szegeden. 2005 decemberében neve Tisza Volán Közlekedési és Szolgáltató Zártkörűen Működő Részvénytársaság lett. A 2010-es évek elejére műholdas járműkövető GPS-GPRS rendszert alakított ki, több autóbusz-állomást és telephelyet felújított, illetve megújította a járműparkját is a cég. 2015. január 1-jével a Dél-alföldi Közlekedési Központba (DAKK Zrt.) olvadt.

## Története

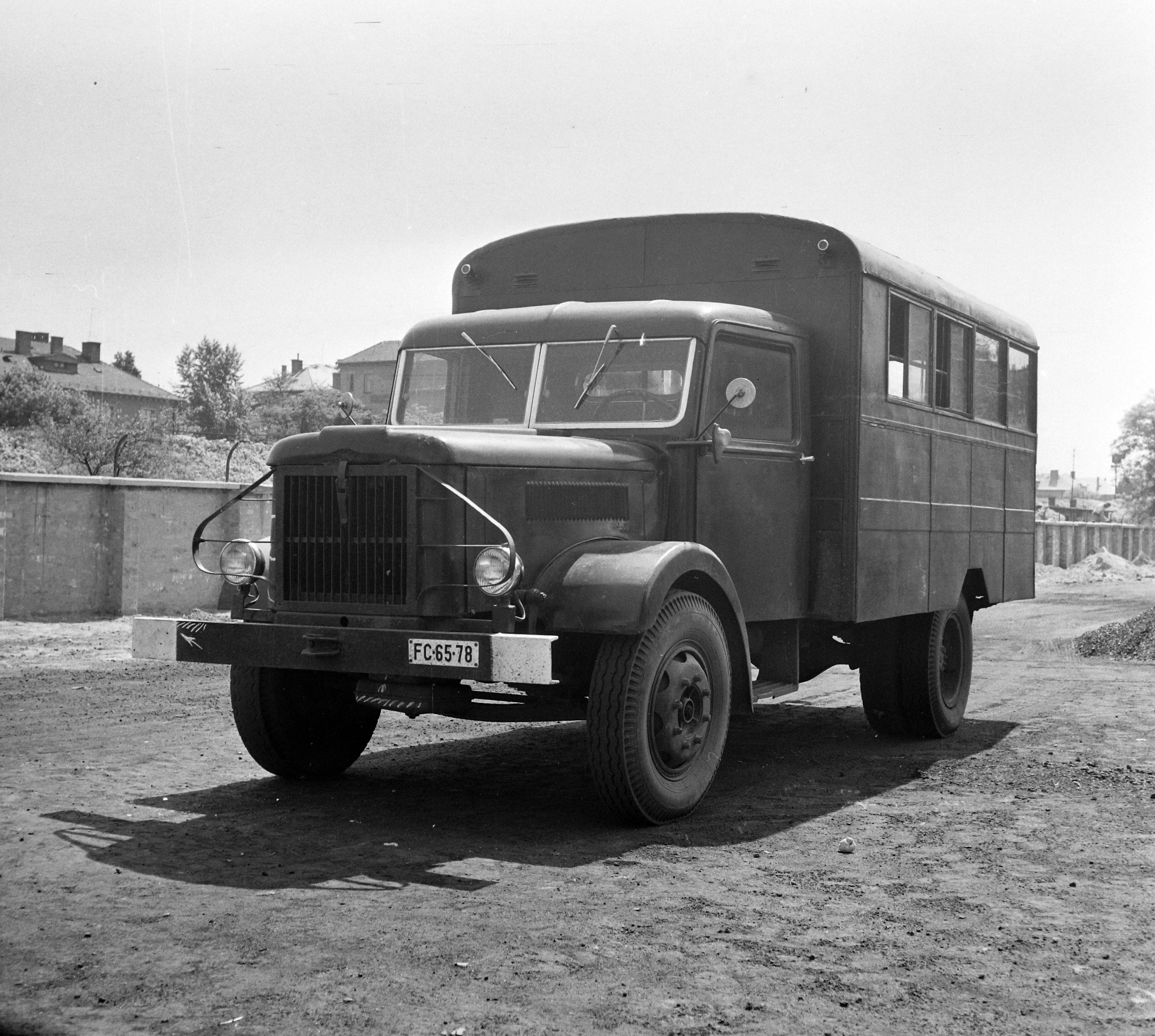
Csepel D–350-es teherkocsi

### Szegedi Teherfuvarozási Vállalat
Az 1949-es államosítás jegyében létrejött Teherfuvarozási Nemzeti Vállalat több vidéki településen is főnökséget szervezett, szegedi központja 1949 májusában alakult meg a Lenin (ma Tisza Lajos) körút 58. szám alatt. A műhely és a garázs a Marx (ma Mars) tér 10. szám alatt rendezkedett be. Megalakulása idején a Lenin körúti ingatlanban 24-en – köztük 3-an műszaki karbantartóként és 4-en adminisztrátorként – dolgoztak Och Nándor vezetésével, a vállalat 16 járművét pedig 16 sofőr vezette. Csongrád megyében még Hódmezővásárhelyen és Makón létesült főnökség, míg a megye többi településén a postaképviselet szervezte a teherfuvarozást. Az 1950-ben megalapított Országos Teherfuvarozási Központhoz fűződő átszervezések kapcsán mindhárom főmérnökség az újonnan létrehozott Szegedi Teherfuvarozási Vállalatba olvadt. Igazgatója Scheiber Zoltán lett, a hódmezővásárhelyi ágazatot Halmi János, míg a makóit Deme Lajos irányította. Feladatköre a három város teherjárművei mellett még a szentesi, csongrádi és kisteleki postaképviseleti kocsikéra is kiterjedt. A vállalat ekkoriban az alábbi járművekkel rendelkezett: 39 Opel Blitz típusú teherautó, ezek többsége (24) Szegeden szolgált, 5 Marosvásárhelyen, 4 Makón, 2-2-2 pedig a három postaképviseleten. A szegedi állományt még további 2 MAN-gyártmányú, illetve egy-egy DKV és Bedford kocsi gyarapította.
1951. február 1-jén 54 darab Békés megyei gépkocsival bővült a flotta, részben ezekkel kezdték el irányítani a békéscsabai, az orosházi, a szarvasi és a gyomai főnökséget is. A vállalat munkásait az 1950-es évek szigorú tervgazdálkodása túlteljesítésre késztette, így eshetett meg, hogy a sofőrök 360–400 órát vezettek havonta, de előfordult az 500 órás (napi 16 órás) munkaidő is. Az 1951-es évet a cég 101 tehergépkocsival, 6 darab pótkocsival és 2 belszolgálati teherautóval zárta. 1952-ben a járművek nagy részét a Csepel D–350-es típusú teherkocsik váltották fel, végül az Opel Blitzeket is a hazai gyártmányú kocsik váltották fel. 1952 végén 157 tehergépjárműből és 24 pótkocsiból állt a flotta, a következő évben pedig közel 200 gépjárműje volt a vállalatnak. 1953. április 1-jén a szentei postaképviseletből főnökség alakult.

### Az AKÖV-korszak
1953. október 1-jén országszerte átszervezték a közúti gépjármű-fuvarozás rendszerét, ezzel pedig létrejöttek a későbbi volántársaságok elődei, békéscsabai székhellyel a 8. számú Autóközlekedési Igazgatóság, Szegeden pedig a 82. számú Autóközlekedési Vállalat. November 1-jén a szegedi járműpark a Vidéki Taxi Egyesülés 22 Opel típusú személyautójával gazdagodott, majd december 1-jén – amikor a MÁVAUT szegedi kirendeltsége beleolvadt a 82-es AKÖV-be – hét autóbusszal, három bódés és négy ponyvás Csepel gyártmányú teherautóval bővült. A békés és csongrád megyei áru- és személyszállítás 1953. december 1-jén vált külön a 81. számú AKÖV (későbbi Körös Volán) megalapításával. A 81-es AKÖV járműparkjához a 82-es AKÖV 95 teherkocsi átadásával járult hozzá. Ettől kezdve a 82-es AKÖV a teherszállításon kívül autóbuszok közlekedtetésével, illetve taxi fuvarozással is foglalkozott; területe Csongrád megyére összpontosult, ahol 96 teherautóval és 22 pótkocsival végezte feladatait. A flottát még további 3 bódés és 4 ponyvás teherautó, illetve 7 autóbusz gyarapította, ez utóbbiakkal pedig a felrobbantott szegedi vasúti híd miatti vonatpótlást szervezték meg Szeged és Újszeged között.
A Közlekedés- és Postaügyi Minisztérium 1954-es átszervezése kihatással volt az Autóközlekedési Igazgatóságokra is, a 8-as számú 4-es lett és Szegedre költözött. Mindezek mellett hozzákerült Bács-Kiskun megye közúti közlekedésének üzemeltetése is. Az AKÖV-ök számozása is megváltozott, a 4-es számú igazgatóság ettől kezdve a 41-es (Békéscsaba), 42-es (korábbi 82-es, Szeged), 43-as (Kecskemét) és 44-es (Baja) AKÖV-öt irányította. Az évtized közepén a szegedi tudta a legnagyobb teljesítményt felmutatni. Mindez megnyilvánult abban is, hogy 1954. december 15-én megindult a vállalat első darabárus járata a Szeged–Csongrád–Szentes útvonalon, így a 42-es AKÖV tevékenységi köre már a szállítmányozásra is kiterjedt. 1955 áprilisától a Csongrád Megyei Földműves Szövetkezetek Szállítási Vállalata által üzemeltetett járműveket is átvette, ezzel a 42-es AKÖV lett a Csongrád megyei települések közötti szállítmányozási feladatok lebonyolítója. Járműparkja is megújult ekkorra, az 1955-ös évet a vállalat már háromnegyed részt Csepel típusú teherkocsikkal kezdte, a maradék járművek Fiat Balilla, Phänomen Granit, Citroën, GMC és Saurer Diesel. A cég 1957 decemberében 132 tehergépkocsival, 26 pótkocsival, 15 autóbusszal és bódés teherkocsival, egy autóbusz-pótkocsival és 21 taxival szolgált.
A hatvanas éveket a vállalat ismét flottaújítással kezdte, ekkor már négyszer annyi autóbusz futott mint 1957-ben, köszönhetően az Ikarus 30-as és 55-ös típusú buszok forgalomba állásának, illetve a Csongrád Megyei Tanács Gépjárműközlekedési Vállalatától átvett 22 járműnek. Míg a 42-es AKÖV 1957-ben 15 autóbusszal 1 198 000 utast szállított, addig 1960-ra ez a szám 6,5 millióra nőtt, amit 54 busszal bonyolítottak le. A taxiállomány az 1960-as évek elejére megtriplázódott, a kiöregedett Opeleket Moszkvicsok és Pobedák váltották fel. A Belsped Vállalat 1959. július 1-jei integrálásával – és annak 246 lovából és 170 kocsijából álló flottájával – átvette teljes Csongrád megyei helyi, illetve helyközi szállítmányozást is. 1961-ben újabb átszervezés történt, ekkor megszűntek az Autóközlekedési Igazgatóságok, helyükbe az Autóközlekedési Tröszt lépett. Átalakultak továbbá az AKÖV-ök is, a szegedi 1961. december 19-én 10-es számú Autóközlekedési Vállalat néven folytatta a Csongrád megyei szállítmányozást és tömegközlekedést. 1963 legelején átvette a Szegedi Közlekedési Vállalattól az 1960-ban megindított helyi autóbusz-közlekedést is, és a cég 18 darab autóbuszát is, amik mellé 7 új Ikarus 620-as csatlakozott. 1963. augusztus 1-jétől bevezették Szegeden a kalauz nélküli közlekedést is, az utasok egy forintos viteldíj ellenében vehették igénybe a járatokat, amik a helyi autóbusz-állomástól (Anna-forrás térsége) Csongrádi sugárúthoz, Tápéra, Petőfitelepre, Béketelepre, Gyálarétre, Hattyastelepre, Mihálytelekre, Szőregre és a Repülőtérre indultak, de például 1963-ban strandjárat is közlekedett Partfürdőre, 1964 őszétől pedig menetrend szerinti járat kötötte össze a megyeszékhelyt Kiskundorozsmával is. Turistajáratként mikrobusz is közlekedett, ami a város nevezetességeit érintette.

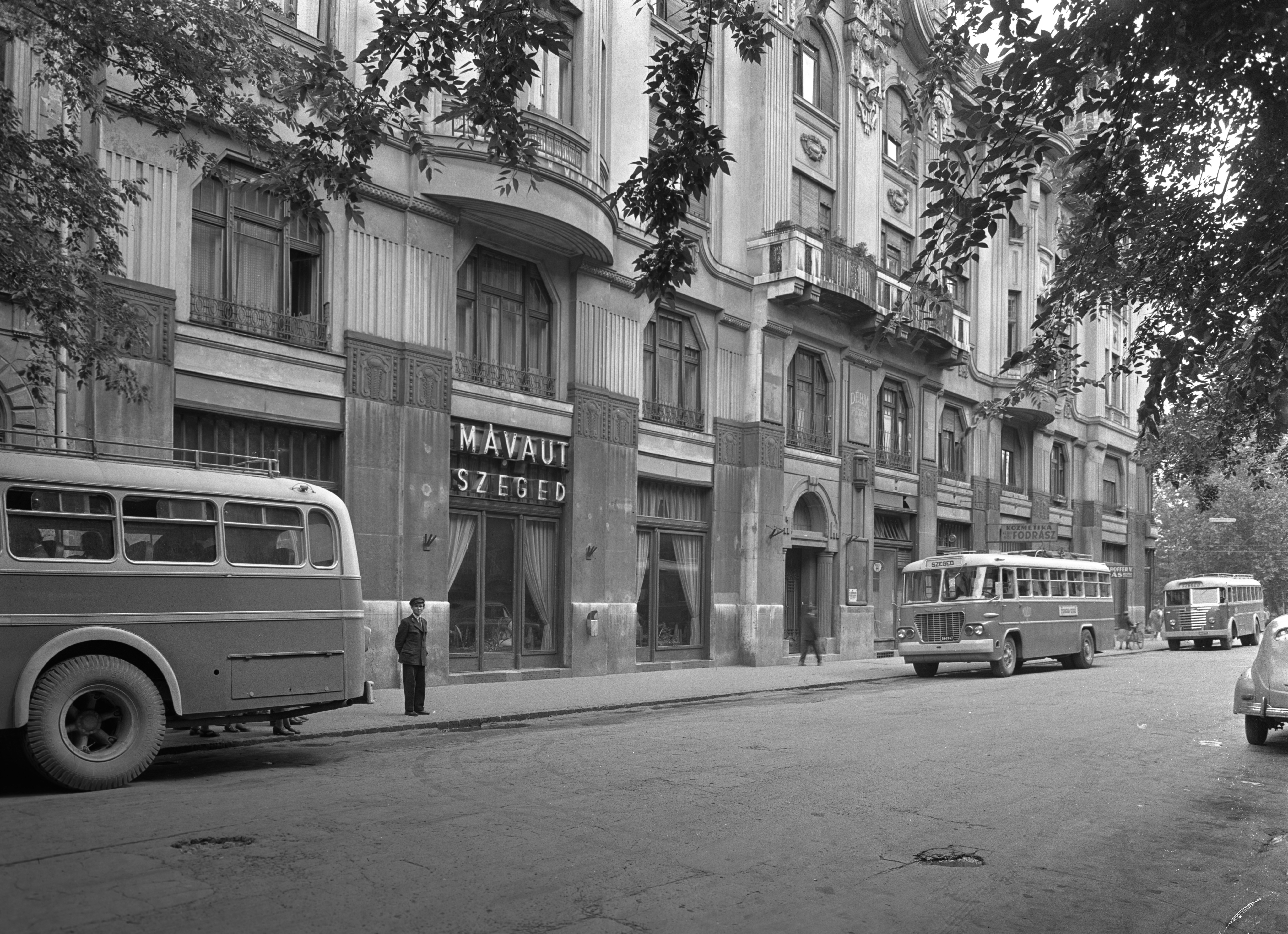
A Takaréktár utcai buszállomás 1960-ban

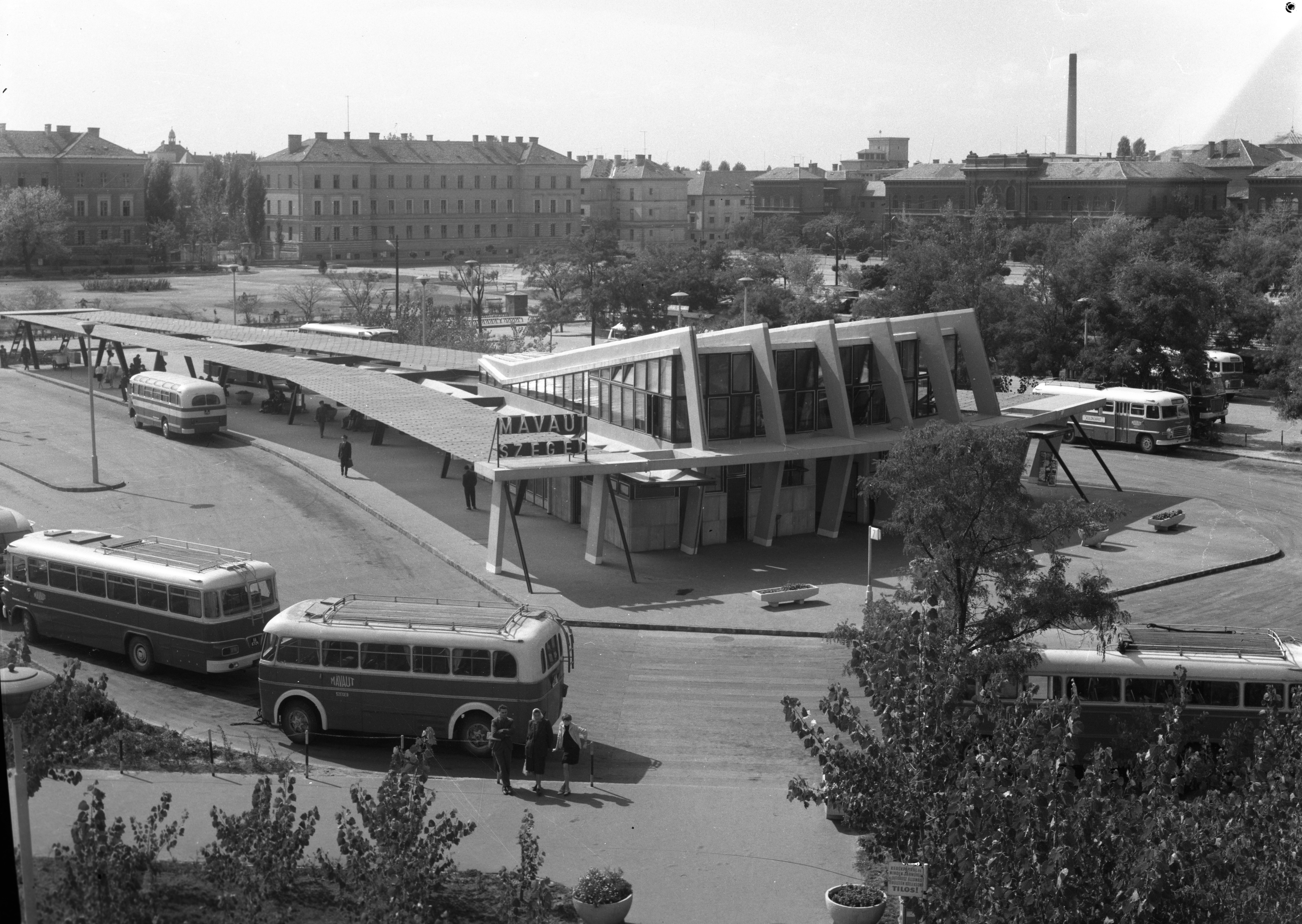
Mars tér, 1969

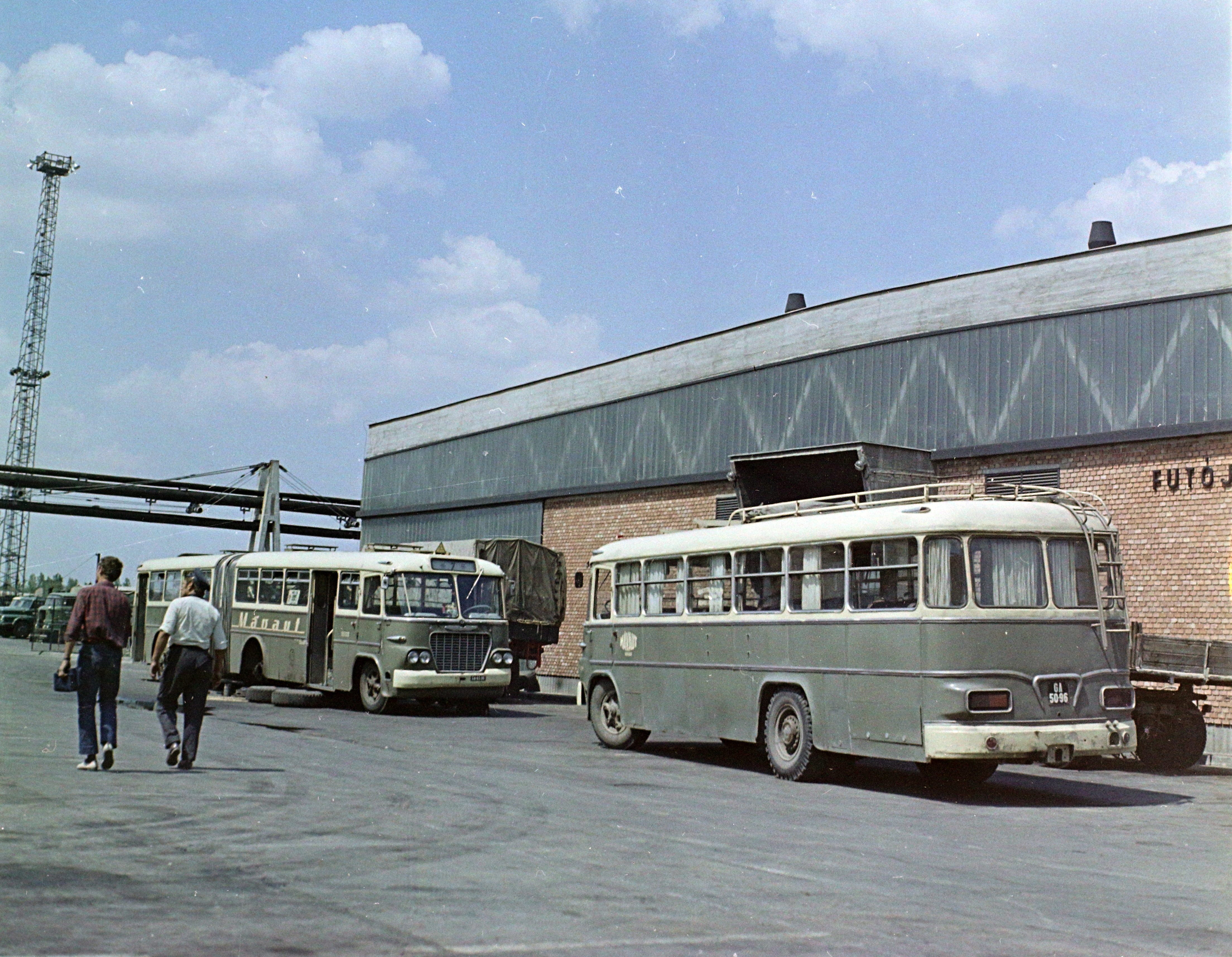
FAÜ csuklós a Bakay Nándor utcában

A buszflotta az 1960-as évek első felében megduplázódott, így a vállalatnak gondot okozott az ebből eredő zsúfoltság kezelése is. A MÁV Igazgatóság melletti, illetve a Takaréktár utcai buszállomás kapacitása mindehhez alacsony volt, ezért megindult a Marx (ma Mars) téri autóbusz-állomás építése, amit végül 1965. november 13-án adtak át. Igen kimagasló színvonalat ütött meg a maga korában, ugyanis ipari televízióval, forgatható képernyőkkel, és utastájékoztatást szolgáló fényújsággal is felszerelték. Az azonos útvonalon közlekedő helyközi és távolsági járatokat azonos kocsiállásról indították, a helyi buszvonalak pedig a tér északi oldaláról indultak. A 10-es AKÖV nemzetközi járatokat is indított évente 1-2 esetben Jugoszláviába, Csehszlovákiába, Lengyelországba és Ausztriába, azonban a magyar-jugoszláv kishatáregyezmény létrejötte után menetrend szerinti közlekedést is lebonyolított Szabadka, Újvidék és Zombor irányába.
A személyszállítási üzletág közel háromszor annyi utast szállított 1965-ben, mint öt évvel korábban. A 117 autóbusszal rendelkező cég a rohamosan növekvő utazási igényekkel nem tudott lépést tartani, a csúcsidőszakokban jellemzővé vált a túlzsúfoltság. Pozitív változást jelentett, hogy a szekérfuvarozási ágazat egyharmadával csökkent a benzines járművek forgalomba állításával. 1967-ben IFA W50-es teherautók érkeztek az NDK-ból a régi Csepel-gyártmányúak felváltására, két évvel később azonban újra a Csepel lett a befutó, ezúttal a D–350-es és D–420-as típussal. A növekvő fuvarpiac miatt a vasútállomási fuvarozásban, illetve a lakás- és úépítéshez kapcsolódó munkálatokban a 10-es AKÖV teherautói is rendelkezésre álltak. A vállalat járművei szállították a szentesi Zsoldos-téglagyár és a Kontakta Alkatrészgyár, illetve a szegedi EMERGÉ Gumigyár és a Szegedi Kábelgyár termékeit is. A Paksi Atomerőmű talajrendezési munkálataihoz 15 Tátra típusú gépkocsival szállították a földet. A vállalat autói besegítettek az árvízvédelmi gátak építésében, de mezőgazdasági termények és élő állatok fuvarozásában is. 1967. július 1-jével az AKÖV átvette a MÁV-Transz szolgáltatást a vasúttársaságtól, így a 10-es AKÖV öt körzeti irodát nyitott Csongrád megyében. Hosszú ideig egyedül a 10-es AKÖV bonyolította le a közúti bútorszállítást, amihez IFA és Möbelwagen gyártmányú speciális járműveket szereztek be.
Az 1960-as évek végére fejlődésnek indult a buszközlekedés is, 1969-re a megye minden településére járt autóbuszviszonylat, illetve Szegeden 7 új csuklós autóbuszt állítottak forgalomba, amik az újszegedi 5-ös villamost váltották ki. A munkaerőhiány miatt 1967-től tanfolyamokat is indított a vállalat, ami következtében több száz ember kapott jogosítványt. A Szeged-Rókus vasútállomással szemben kialakított telephely kapacitása szűkösnek bizonyult – megesett, hogy a szerelőknek szabad ég alatt kellett dolgozniuk –, így 1965-ben új telephely létesítését kezdték meg a Bakay Nándor utcában, amit 1968. augusztus 31-én vettek használatba. A buszgarázs kivitelezése közel százezer forintba került, cserébe a korábbival szemben kényelmesebb munkavégzés vált lehetővé az új irodaházban, a dolgozók számára öltözőket és mosdóhelységeket, illetve üzemi konyhát és ebédlőt alakítottak ki. Korszerű üzemanyagtöltő állomás, illetve a kocsimosóban nagynyomású vízsugaras öblítést is telepítettek, míg a 2400 m2-en elterülő javítócsarnokban 24 kocsiállás biztosította a buszok javításának lehetőségét. Csongrádon is új buszpályaudvart avattak fel, ez 1969. március 15-én történt meg. Az 1970-es évek elején a 10-es AKÖV állományát már 759 gépkocsi és 192 autóbusz gyarapította.

### Volán 10. számú Vállalat
1970. szeptember 1-jétől a 10-es AKÖV Volán 10. számú Vállalat néven üzemelt tovább. A DÉLÉP-pel 1973-ban kötött szerződés keretében a közlekedési cég fuvarozta a DÉLÉP Dorozsmai úti telephelyéről a megyében zajló építkezésekre, valamint a volán továbbította a vasúton beérkező szállítmányokat is a DÉLÉP-raktárakba. Az építőipari cég dolgozóit is a volántársaság szállította a műszakváltásokkor. Mivel a DÉLÉP a szállítások megszervezésével megbízta a 10-es Volánt, így az kirendeltséget létesített annak telephelyén, ezzel együtt pedig az építőipari cég járművei, járművezetői és rakodói átkerültek a közlekedési céghez. A DÉLÉP mellett országszerte dolgoztak a 10-es Volán alkalmazottai többek között Békéscsabán a fehérneműgyár és a kötöttárugyár építkezésén, Nagykanizsán az Egyesült Izzó gyár kivitelezésén, Budapesten az orvosi műszerraktár beruházásán, vagy Baján a hajókikötő és komplex raktárközpont megvalósításán, illetve a szovjet exportra szánt almák tuzséri vasútállomásra történő elszállítását is ők bonyolították le a Nyírségben. 1972-ben besegített a vállalat a prágai autóbusz-pályaudvar építkezésén, azonban a csehszlovák utakon többször is újból felbukkant: Ostravában bányászatot előkészítő földmunkákban, Kladnóban pedig a vasmű alapozásánál segített be. A hazai beruházások egy részét már az 1971-ben beszerzett Rába–MAN kamionokkal bonyolították le, míg a Felvidéken Tatra teherautókat alkalmaztak. 1973-ban szerződést kötöttek az ATIVIZIG-gel is, ami következtében a Tisza Csongrádtól az országhatárig terjedő szakaszának töltésein megerősítő munkálatokat végeztek. Két évvel később besegített a cég a szegedi Bertalan híd, majd 1979-ben a csongrádi Tisza-híd kivitelezésében is. Az 1970-es évek folyamán megindult a távolsági darabáru-fuvarozás is Szegedről több városba.
Személyszállítás terén is változást hozott az új évtized, közvetlen gyorsjárat indult a Budapest és Szeged között. Szegeden a lakótelepek felépülte a buszközlekedés reformját hozta magával, ami végül 1971. november 7-én következett be: a korábbi Mars téri központúság megszűnt, a járatokat 6 decentrumból indították. A tarjáni vonalcsoport járatai lettek a 10-esek, a petőfitelepi Fő térről indulók a 20-asok, a Szent György téren a 30-asok végállomásoztak, a Széchenyi térre a 40-esek érkeztek, míg a Bartók térről a 60-as, a Mars térről pedig a 70-es járatok közlekedtek. 1974 után újabb helyközi járatok létesültek a megyeszékhely és Makó között, illetve Apátfalva–Magyarcsanád–Nagylak útvonalon. A Szegedi Kisvasút 1975-ös megszűnésével az ásotthalmi és pusztamérgesi térségbe is buszjáratok indultak. A kiskundorozsmai, ópusztaszeri, sándorfalvi és üllési régióban is áttörést ért el a cég: az 1960-as évektől ponyvás Csepel teherautókkal, később pedig bódés kocsikkal utazhattak az ingázók, de 1975-től már autóbuszok közlekedtek itt is. 1978 augusztusában Makón, 1979 májusában pedig Hódmezővásárhelyen avattak fel autóbusz-pályaudvart. A szegedi Alföld Toursszal és a makói Vakáció Utazási Irodával együttműködve a belföldi és külföldi turizmusokban is részt vett a cég. Az ötnapos munkahét és az ötnapos tanítási hét 1981–82-es bevezetésével menetrendi átalakítások is szükségessé váltak, ez a menetrend szerinti és a szerződéses járatok 80 százalékát érintette.
Taxiközlekedés terén is történtek változások, még 1969. május 15-én bérbe adták a járműveket, így a sofőrök önelszámolók lettek. A taxiközpontot 1972-ben a mai Feketesas utcába költöztették át. 1976 tavaszától a kocsikba URH-készüléket is felszereltek.

### Létrejön a Tisza Volán
A 10-es Volán kimagasló teljesítményét 1982-ben a Volán Tröszt elismerő oklevelével, illetve 1981-ben, 1983-ban és 1985-ben Kiváló Vállalat címmel jutalmazták, igaz hogy ez utóbbit már a Tisza Volán kapta meg. A névváltoztatásra a kezdőlöketet a Volán Trösztök 1983. decemberi megszűnése adta, ugyanis a volántársaságok önállóvá váltak, majd az 1984-es év végére új nevet vett fel. Bár nagyobb önállósággal rendelkezett, működését még mindig a Közlekedés- és Postaügyi Minisztérium, illetve a Csongrád megyei Pártbizottságon hozott döntések szabályozták. Még ugyanebben az évben miniszteri dicséretben is részesítették a vállalatot.
Bár Csongrád megyében visszaesett a fuvarozás, a nemzetközi piacra gyakran szállított a Tisza Volán, többek között a Skandináviába, Lengyelországba és Svájcba is. A Dégázzal 1982-ben kötött szerződés értelmében a volántársaság napi 12–15 ezer PB-gázpalackot szállított Bács-Kiskun, Békés és Csongrád megye területére.
A buszközlekedés túlzsúfoltságának enyhítése végett Szegeden bevezették a lépcsőzetes munkakezdést, amivel jobb utaseloszlás alakult ki. Ugyancsak a megyeszékhelyen szerveztek a város környékén található üdülőövezetekbe úgynevezett telkes járatokat is. A dinamikus hálózatfejlődés megmutatkozik abban is, hogy 1984-ben Szegeden 106,7 kilométer hosszan 43 vonalon jártak buszok. A megye második legnagyobb városában, Hódmezővásárhelyen 39,3 kilométeren járt 13 viszonylat, Szentesen 11 vonal alkotta a 23,1 kilométeres hálózatot, míg Makón és Csongrádon 13,3 kilométer volt a vonalhálózat hossza, előbbin 6, utóbbin pedig 4 viszonylattal. Az évtized közepére a megye legtöbb településén jártak helyközi buszvonalak, azonban a helyközi forgalom tarifaemelés miatt lecsökkent. Fejlesztették a telephelyeket is, Szegeden orvosi részleget nyitottak, új diagnosztikai csarnokot adtak át és felújították az akkumulátor műhelyt is, míg Hódmezővásárhelyen a javítóműhelyt bővítették ki. Új buszállomást avattak Szentesen, a szegedi Mars térin pedig megindult a fűtés rekonstrukciója. 1986. január 1-jétől fontos fejlesztésnek bizonyult az új üzemi számítástechnikai rendszer bevezetése, így gépjárművek mozgása és a fuvarozási partnerek megbízásairól aktuálisan is tudtak értesülni. 1987-ben a cég munkatársai létrehozták az EMKE fantázianevű, több funkciós, programozott jegykiadó és elszámoló készüléket.
A rendszerváltás idejére visszaesett a magyar gazdaság, az új évtized legelejére a céget 600 millió forintos adósság terhelte és veszteségesnek bizonyult. 1990 nyarán létszámleépítésre került sor, ekkor 800 főt bocsátott el a cég. A Tisza Volán új cégeket hozott létre, ezek az alábbiak voltak:
| Cég neve                                                                       | Alapítás éve | Feladat                                                       |
| ------------------------------------------------------------------------------ | ------------ | ------------------------------------------------------------- |
| Tisza Volán Taxi Kft.                                                          | 1989         | Taxiközlekedés                                                |
| Volán Sport Szolgáltató Kft.                                                   | 1989         | ?                                                             |
| Tiszatrans GmbH                                                                | 1989         | Áruszállítás                                                  |
| Direkt Rt.                                                                     | 1990         | Autójavítás és szolgáltatás Szentesen                         |
| Uniósped Kft                                                                   | 1990         | Csongrádi és a szentesi belföldi áruszállítás és járműjavítás |
| Start Kft.                                                                     | 1990         | Áruszállítás, járműjavítás, kereskedelem                      |
| H-TRANS Kft.                                                                   | 1990         | Belföldi és nemzetközi áruszállítás, járműjavítás             |
| Maros Sped Kft.                                                                | 1991         | Belföldi áruszállítás, járműjavítás                           |
| Tisza Depó Raktározó Bt.                                                       | 1991         | ?                                                             |
| Tisza Volán Eurasia Spedition Szállítmányozási Kft.                            | 1992         | Áruszállítás                                                  |
| Tisza Volán Fuvarozási és Szállítmányozási Leányvállalat (később Volsped Kft.) | 1992         | Áruszállítás                                                  |
| Tisza Volán I. T. F. Rt.                                                       | 1992         | Nemzetközi áruszállítás                                       |

### Állami tulajdonban a cég

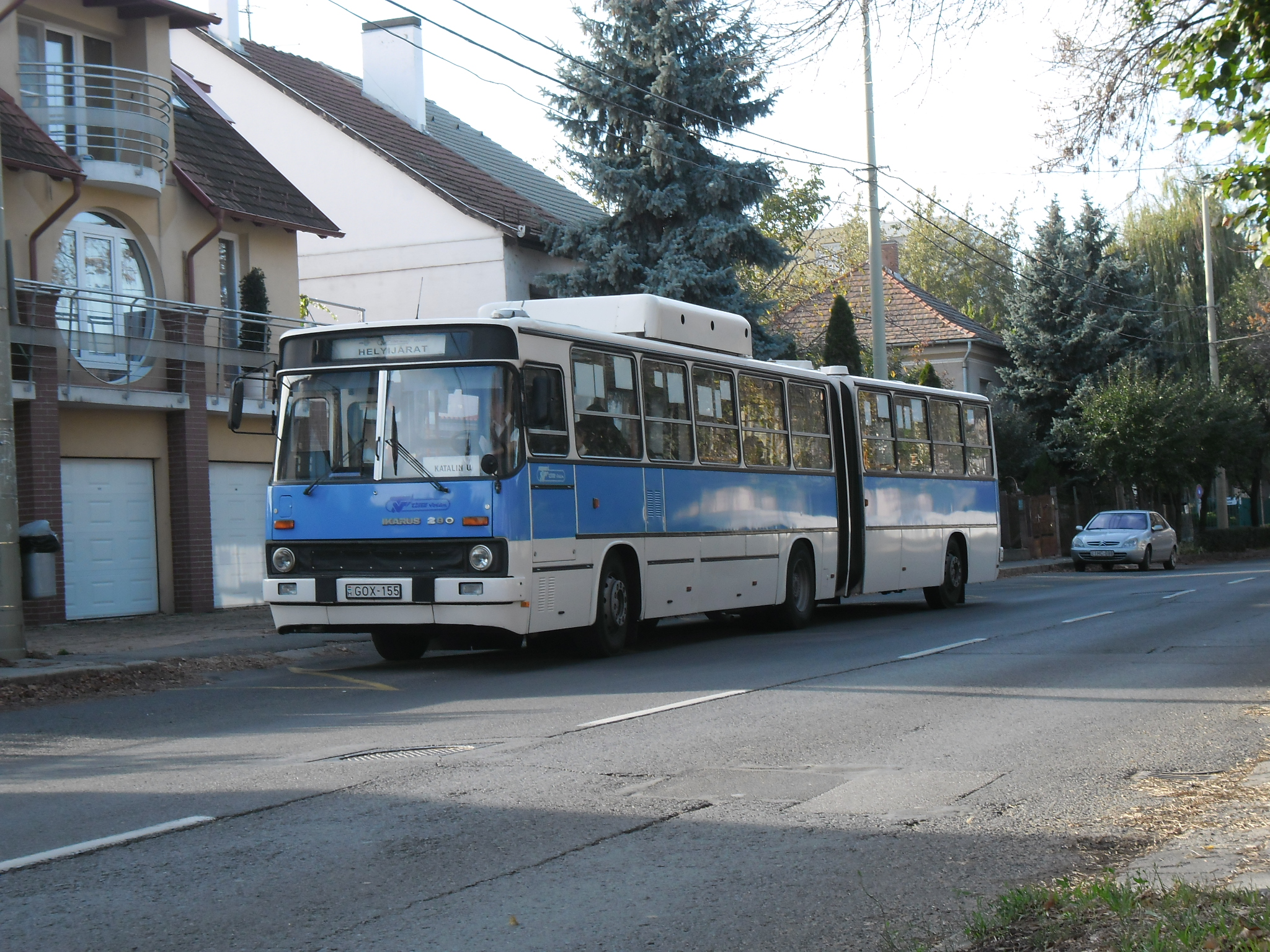
Ikarus 280G a 71-es vonalon

1993. január 1-jén a közlekedési cég neve Tisza Volán Közlekedési és Szolgáltató Részvénytársaság (röviden Tisza Volán Rt.) lett, és teljes mértékben állami tulajdonúvá vált. Megalakulásakor az alaptőkéje 650 millió forint, ezen felüli vagyona pedig közel 640 millió forint volt. Az 1970-es és ’80-as években beszerzett 200-as szériájú dízeljárműveket (Ikarus 256, Ikarus 260, Ikarus 280) sűrített földgáz meghajtású Ikarus 260G-k és 280G-k, illetve 415-ös és 435-ös típusok követték. A helyközi forgalom kiszolgálására Ikarus 244-es és C56-os típusok, míg és a távolsági számára Ikarus E14-esek és E95-ösök, illetve Neoplanok és Scaniák érkeztek. 2000-ben megérkeztek a céghez az első alacsony padlós kocsik, két darab csuklós Ikarus 417-es képében. 2001-ben 5-5 15 méter hosszú, Ikarus–Volvo E95 és Rába Contact 302 típusú buszok váltottak fel helyközi és a távolsági csuklósokat. 2005-ben 17 darab használt, Volvo B1OBLE Carrus Vega autóbusz érkezett Finnországból, amiket a Tisza Volán a helyközi buszvonalakon állított forgalomba. A helyi közlekedésben gázüzemű Mercedes Citarók kezdték meg pályafutásukat.
Az évek során a társaság több minősítést és díjat is szerzett. 1997-ben a cég Járműjavító és Ipari Igazgatósága ISO 9002-es, a forgalmi szakterület pedig ISO 9001-es minőségbiztosítási tanúsítványt nyert el. Az ISO 14001-es környezet központú irányítás megszerzését is sikerrel auditálták. Az 1999-es VIII. Magyar Innovációs Nagydíjon a bíráló bizottság oklevéllel jutalmazta a vállalatot. 2001-ben IIASA–SHIBA Díjat kapott és a Nemzeti Minőségi Klub tagjává vált. A 2002-es végén, a jegykiadó és elszámoló rendszerért, Minőség Háza kitüntetésben részesült az EMKE Kft. és a Tisza Volán. 2003-ban az Oktatási Minisztérium kezdeményezésére a Diákbónusz Kht. a Szegedi Tudományegyetemen építette ki a chipkártyás diákigazolvány-rendszerét, amivel a diákok a Győr és Szeged közötti távolsági járaton is tudtak elektronikusan fizetni. 2010-ben a Csongrád Megyei Kereskedelmi és Iparkamara a vállalatnak ítélte Csongrád Megye Gazdaságáért Díjat.

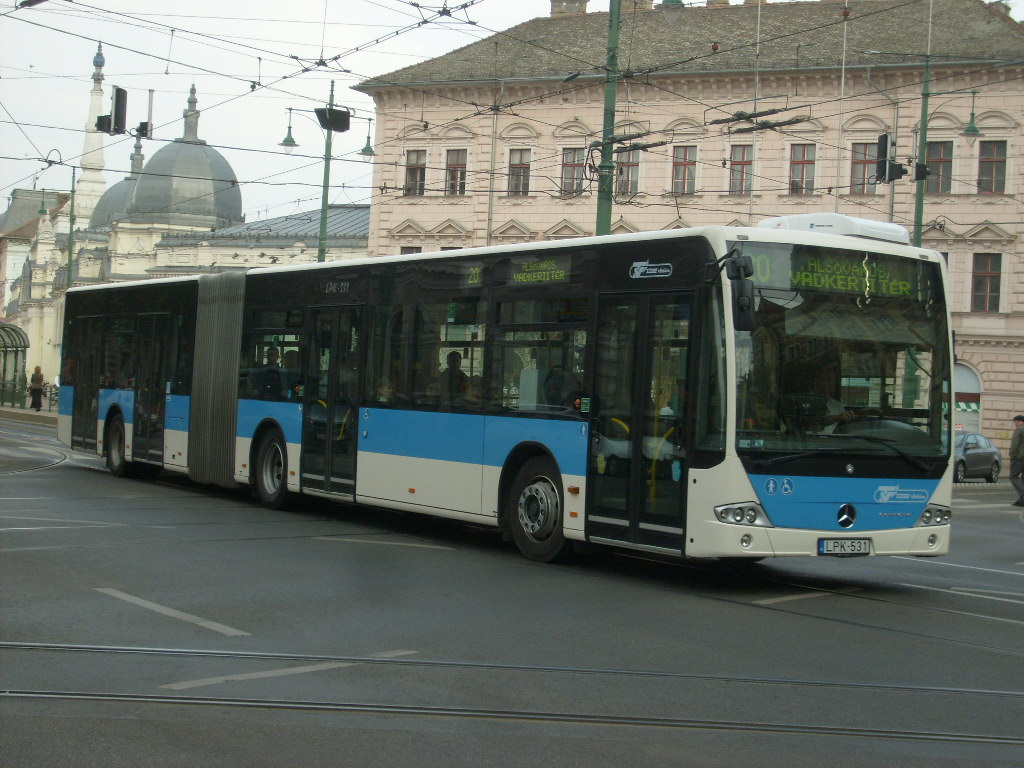
Conecto G típusú busz a szegedi 20-ason

Makó, Csongrád, Szentes, Hódmezővásárhely önkormányzata 2005-ben, Szegedé pedig 2006-ban nyolc évvel meghosszabbította a helyi buszközlekedés ellátását a – tőkepiacról szóló törvény módosítása miatt – 2005. december 14-étől Tisza Volán Közlekedési és Szolgáltató Zártkörűen Működő Részvénytársaság néven futott vállalattal. Ez utóbbinál a Tisza Volán Zrt. vállalta, hogy a szegedi járművek átlagéletkora tíz év alatti lesz 2009 végére, illetve hogy 29 új alacsony padlós buszt vásárolnak. 2006 júliusában átvette a Szeged–Hódmezővásárhely útvonalon közlekedő gyorsjáratokat is, amin a járatpárok számát 18-ról 81-re emelte. Szeptembertől a makói iskolákhoz iskolabuszok indultak a közeli településekről. Az év végére a szegedi alacsony padlósok száma 24-re nőtt, ezzel minden buszvonalon lehetővé vált az akadálymentes kiszolgálás is. A megyeszékhely közlekedése a következő évben is fejlődött, újabb 3 akadálymentes jármű érkezett a céghez, illetve bevezették a városban a műholdas járműkövető GPS-GPRS-rendszert is. A társaság által üzemeltetett iskolajáratok száma tízre nőtt és már Szeged és Szentes térségében is közlekedtek. A 2008–2009-es évben a szegedi buszflotta 25 Mercedes-Benz Conecto és Conecto G típusú kocsival gyarapodott, így végül a tervezett 29 helyett eggyel kevesebb akadálymentes busz állt forgalomba az elmúlt három év folyamán a városban. Kísérletképp a GPS-GPRS alapú rendszert kiterjesztették a helyközi és távolsági buszvonalakra is.
Az autóbusz-állomások és telephelyek terén is történtek fejlesztések, elsőként 2001-ben, a Bakay Nándor utcai telephelyen környezetvédelmi beruházásokat hajtottak végre, míg Makón javítóbázist létesítettek. 2004-ben új benzinkút épült a szegedi buszgarázsban, majd 2005 folyamán kibővítették a Volvo-műhelyet. Ezzel párhuzamosan felújításon esett át a diagnosztikai műhely és a mosó szennyvíztisztítója. Ugyanebben az évben felavatták Szentesen a fényezőműhelyt és az új helyi autóbusz-pályaudvart is. Mórahalmon egy évvel később adták át a buszállomást, amit az átépített hódmezővásárhelyi követett. A makói és a felújított szegedi kocsimosót 2006–07 folyamán nyitották meg. A Bakay Nándor utcai telephelyen lévő szociális blokk építése 2009-ben fejeződött be. Uniós támogatással készült el 2010-re sándorfalvi, a kistelki, illetve az új makói buszállomás is.
2013-ban a társaság autóbuszai új GPS-alapú információs rendszerrel lettek felszerelve, ami képes rögzíteni a járművek mozgását, valamint működésének paramétereit (pl. sebesség, nyitott/zárt ajtók) is rögzíteni.
2015. január 1-jével a Tisza Volán – a Bács Volánnal, a Körös Volánnal, és a Kunság Volánnal egyetemben – a Dél-alföldi Közlekedési Központba (DAKK Zrt.) olvadt, ami 2019 októberében a Volánbuszba integrálódott.

## Igazgatók
| Név                | Időszak   |
| ------------------ | --------- |
| Scheiber Zoltán    | 1950–1954 |
| Losonczi István    | 1954–1956 |
| Arday Lajos        | 1956      |
| Dr. Csiszár Károly | 1957–1977 |
| Dr. Kardos János   | 1977–1989 |
| Élő Elemér         | 1989–1990 |
| Dr. Szeri István   | 1990–2013 |
| Szarvas Péter      | 2013      |
| Fekete Antal       | 2013–2014 |

## A vállalat járműparkja 2014-ben
| Kép |

| Kép |

| Kép |

| Kép |

| Kép |

| Kép |

| Kép |

| Kép |

| Kép |

## Külső hivatkozások
- A Tisza Volán Zrt. hivatalos honlapja. Tisza Volán Zrt.. [2014. december 22-i dátummal az eredetiből archiválva]. (Hozzáférés: 2018. július 24.)